# Étienne Lenoir
Pour les articles homonymes, voir Lenoir.
Ne doit pas être confondu avec Jean-Joseph Lenoir.
Étienne Lenoir, de son nom complet Jean-Joseph Étienne Lenoir, né à Mussy-la-Ville au Luxembourg (aujourd'hui en Belgique) le 12 janvier 1822 et mort à Saint-Maur-des-Fossés (plus précisément à La Varenne-Saint-Hilaire) le 4 août 1900, est un inventeur franco-belge.
Autodidacte, et dépositaire de nombreux brevets dans des domaines divers, Lenoir est surtout connu pour être l'inventeur, en 1860, du premier moteur à allumage commandé opérationnel par bougie d'allumage : un moteur à deux temps utilisant du gaz de houille comme carburant.

## Biographie
Troisième d'une famille qui comptera huit enfants, il est le fils de Jean-Louis Lenoir, un « marchand », et de Margot Magdelaine, son épouse.
En 1838, âgé de seize ans, il quitte son village natal et vient s'installer rue du Temple à Paris. Il devient garçon de café à l'Auberge de l'Aigle d'or où, dans une cave, il réalise des expériences. Il fait breveter sa première invention – celle d'une hélice pour bateau – en 1845. Engagé comme ouvrier chez un émailleur, il fait enregistrer, le 16 mai 1854, une patente concernant « l'application des métaux les uns sur les autres ». Il dépose plusieurs autres brevets, relatifs à des inventions touchant à des domaines fort divers.
Il obtient la nationalité française en 1870 pour son aide pendant la guerre franco-prussienne et reçoit la Légion d'honneur en 1881 (non pas pour son moteur, mais pour ses développements en télégraphie). Il s'appauvrit dans ses dernières années malgré le succès de son moteur.
Il meurt le 4 août 1900 à La Varenne-Saint-Hilaire et est inhumé au cimetière du Père-Lachaise (91e division),.

## Créations et brevets

### Le moteur Lenoir

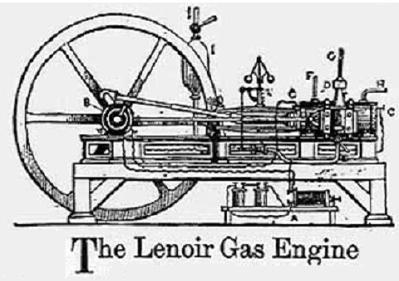
Schéma du moteur à gaz de Lenoir.

Le 24 janvier 1860, Étienne Lenoir dépose le brevet n° 43 624 : « pour un moteur dilaté par la combustion du gaz de l'éclairage enflammé par l'électricité »,, un moteur à simple effet et à deux temps, dont le principe est le suivant :
Dans le premier temps, le piston s'éloigne du fond du cylindre, aspire le mélange de gaz d'éclairage et d'air ; vers le milieu de sa course l'ouverture d'aspiration est fermée, une étincelle éclate au fond du cylindre et produit l'explosion ; la fin de la course est motrice du fait de la détente des gaz brûlés. Dans le second temps, le piston, en revenant en arrière par l'effet d'une bielle, chasse dehors les gaz de combustion par une soupape d'échappement commandée mécaniquement par le moteur.
Le moteur consomme 3 000 litres par cheval-heure. Lenoir le fabrique en 1860 en 400 exemplaires qui servent notamment, l'année suivante, à faire fonctionner sur la Seine le premier bateau à moteur. Ce moteur consomme 3 166 l/h de mélange gazeux pour développer une puissance de deux chevaux.
Le brevet 43 624 sera « amendé » à six reprises : les 28 février, 5 et 17 avril 1860, le 5 janvier 1861 et les 22 juin et 13 septembre 1867. Lenoir réalise un moteur à quatre temps en se basant sur le principe du cycle de Beau de Rochas : son automobile à moteur à gaz parcourt 9 kilomètres de Paris à Joinville-le-Pont en trois heures (3 km/h).

### Les voitures Lenoir

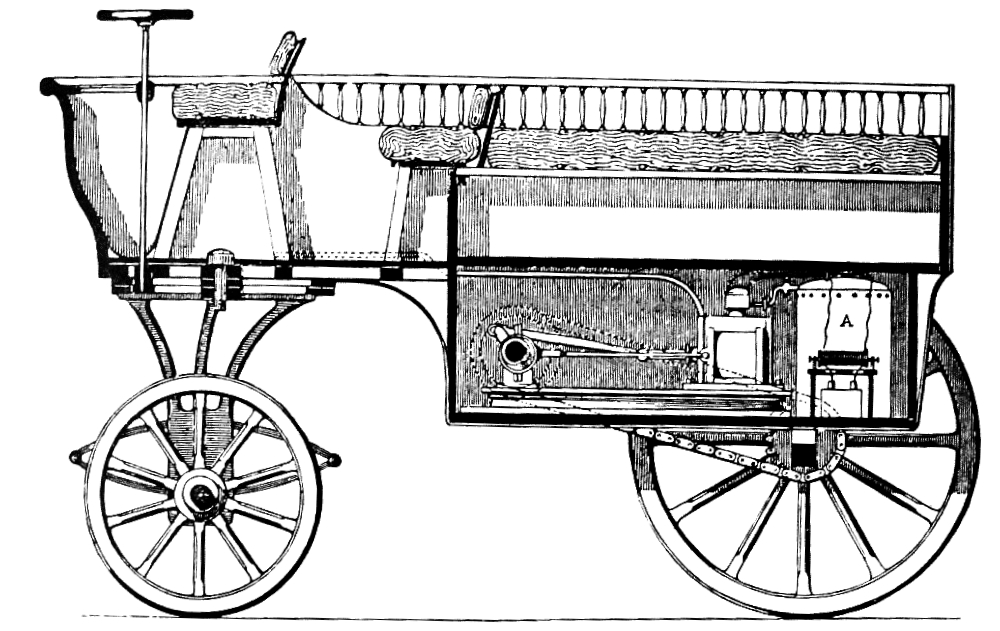
La voiture de Lenoir

La première automobile de Lenoir, très audacieuse, est décrite dans la revue Le Monde Illustré du 16 juin 1860.
Les dates à laquelle Lenoir a construit ses automobiles varient de 1860 à 1863. Il est évident qu'il a construit une petite voiture avec son moteur vers 1860. Son automobile de 1862 était capable de rouler à 3 km/h.
En 1861, il met un de ses moteurs dans un bateau. En 1863, Lenoir fait la démonstration d'un deuxième chariot à trois roues, une sorte de wagon placé sur une plate-forme de tricycle. Il est propulsé par un moteur "hydrocarbures liquides" (pétrole) de 2 543 cc (155 in3 ; 180 × 100 mm) 1,5 ch, avec un carburateur rudimentaire qui est déposé en 1886. Il a parcouru avec succès les 11 km de Paris à Joinville-le-Pont et en quatre-vingt-dix minutes aller-retour, soit une vitesse moyenne inférieure à celle d'un marcheur, bien qu'il y ait sans doute eu des pannes. En 1863, il vend ses brevets à la Compagnie parisienne de gaz et se tourne vers les bateaux à moteur, construisant en 1888 un moteur quatre temps alimenté au ligroïne. Jules Verne écrit dans son roman de 1863 Paris au XXe siècle à propos de boulevards bondés de voitures sans chevaux, « la machine Lenoir appliquée à la locomotion. »

### Brevets divers

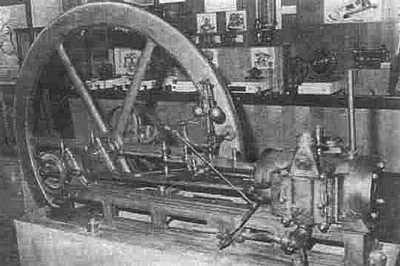
Moteur à gaz de Lenoir au Musée des arts et métiers à Paris.

Durant sa vie, Lenoir dépose de nombreux autres brevets :
- un procédé de production d'émail blanc ;
- l'amélioration de la galvanoplastie (20 juillet 1854)[13] ;
- le freinage électrique pour wagons (21 novembre 1855)[14] ;
- la signalisation pour voies ferrées (26 octobre 1857) ;
- l'étamage du verre (1857) ;
- le tannage du cuir (20 juillet 1876) ;
- la bougie d'allumage pour moteur en 1876.

## Hommages

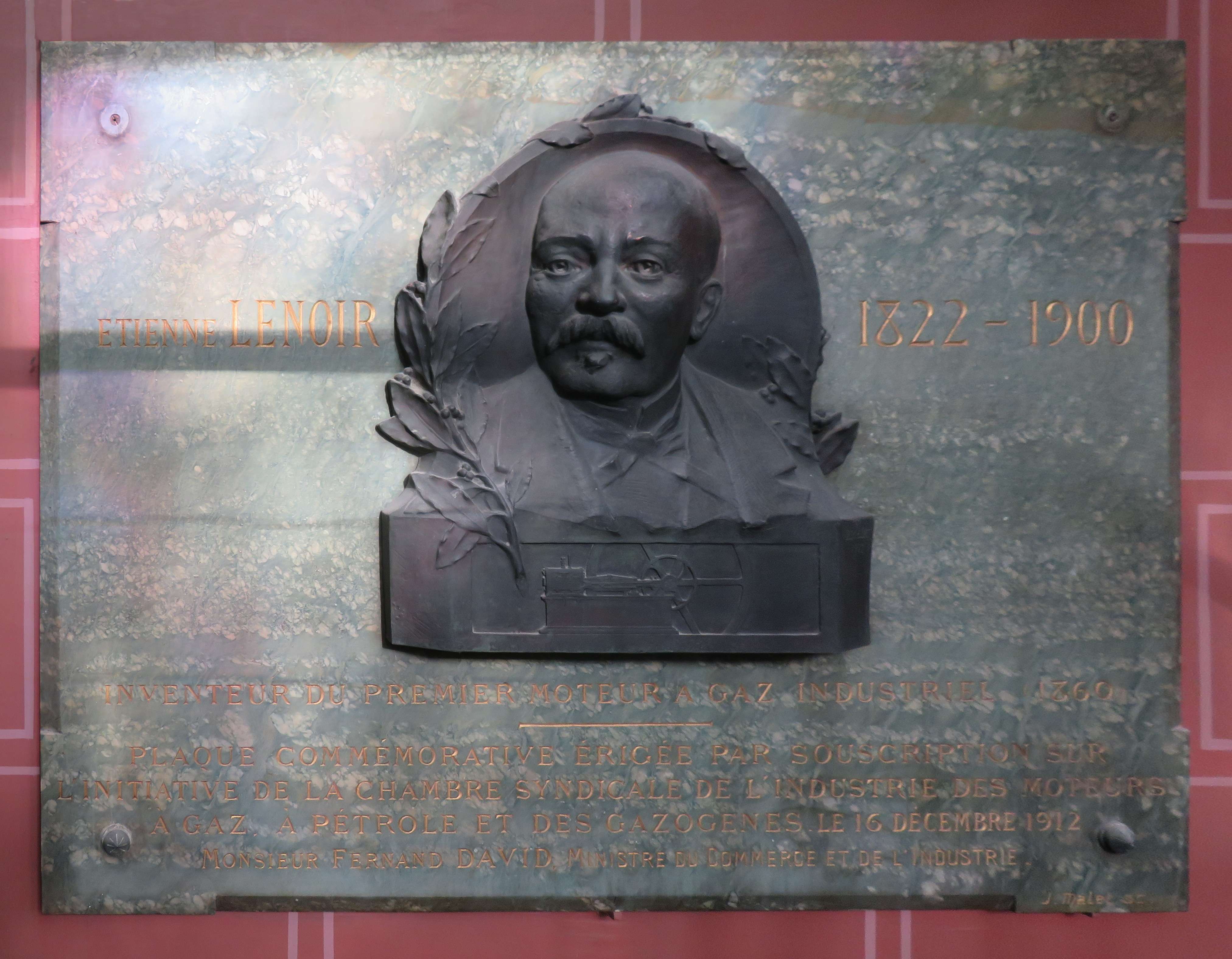
Plaque dans l’église du musée des Arts et Métiers.

- Lenoir est fait chevalier de la Légion d'honneur.
- Un timbre à l'effigie de Lenoir a été émis par la poste belge en 1955[15].
- Le 16 juillet 1900, peu avant sa mort, Lenoir reçoit un prix de l'Automobile Club de France, une plaque de vermeil portant l'inscription "En reconnaissance de ses grands mérites en tant qu'inventeur du moteur à essence et constructeur de la première voiture au monde"[16].
- Une place porte son nom dans la commune de Schaerbeek (Bruxelles).
- Une avenue à Louvain-la-Neuve porte son nom[17].
- Une école technique à Arlon (Institut technique Étienne Lenoir Arlon) porte son nom.
- Une plaque en son honneur a été apposée au musée des Arts et Métiers de Paris par la Chambre syndicale de l’industrie des moteurs en 1912.